# Operclipygus kerga
Operclipygus kerga är en skalbaggsart som först beskrevs av Sylvain Auguste de Marseul 1870.  Operclipygus kerga ingår i släktet Operclipygus och familjen stumpbaggar. Inga underarter finns listade i Catalogue of Life.